# Dilemma (canção de Green Day)
Dilemma é o terceiro single do álbum Saviors, da banda de punk rock estadunidense Green Day, lançado em 7 de dezembro de 2023. A canção aborda a dificuldade do vocalista da banda, Billie Joe Armstrong, com o abuso de álcool e substâncias.

## Antecedentes e composição
"Dilemma" foi anunciado no dia 4 de dezembro nas contas da banda nas redes sociais, revelando que a data de lançamento da música seria no dia 7.
"Dilemma" foi descrito musicalmente como punk rock e pop-punk.
Billie Joe Armstrong afirmou que o significado da música "era uma daquelas músicas que foi fácil de escrever porque era muito pessoal para mim. Vimos muitos de nossos colegas lutarem contra o vício e doenças mentais. Essa música é tudo sobre a dor que vem dessas experiências."
As guitarras são afinadas em drop D, o que não é típico da banda.

## Videoclipe
O videoclipe da música, lançado junto do single, começa em preto e branco e termina em cores e apresenta Billie Joe Armstrong bebendo muito em um show. Foi filmado no Alex's Bar em Long Beach, Califórnia, e dirigido por Ryan Baxley.

## Créditos
Green Day
- Billie Joe Armstrong – guitarra, vocal principal
- Mike Dirnt – baixo, vocais de apoio
- Tré Cool – bateria, percussão

Produção
- Rob Cavallo – produtor
- Chris Lord-Alge – mixagem

## Paradas
| Parada (2024)                  | Posição alcançada |
| ------------------------------ | ----------------- |
| New Zealand Hot Singles (RMNZ) | 25                |